# جيا دارلينغ
جيا دارلينغ (بالإنجليزية: Gia Darling)‏ ولدت في 30 يوليو/تموز 1977، هي متغيرة جنسية وممثلة أفلام إباحية ومخرجة ثم منتجة أمريكية من أصول لاتينية.

## المسيرة المهنية
جيا تمتلك وتدير شركة تُدعى «جيا دارلينغ إنترتيمنت».
فازت جيا عام 2006 بجائزة من جوائز آي في إن.

## الحياة الشخصية
بعد 10 سنوات من زواج ناجح، أنهت علاقتها بكولبي يانسن تحديدا في آذار/مارس 2017، لكنها وبالرغم من ذلك فقد أكدت مرارا وتكرار على أنهما لا زال صديقان مقربان.

## الجوائز والترشيحات
- 2006: فازت بجائزة جائزة آي في إن عن فئة أفضل أداء في السنة[8]
- 2007: ترشحت لجائزة آي في إن عن فئة أفضل أداء في السنة[9]
- 2011: ترشحت لجائزة آي في إن عن فئة أشهر نجمة إباحية في العام[10]
- 2012: ترشحت لجائزة ترانزيستور عن فئة إنجاز العمر[11]
- 2016: ترشحت لجائزة إباحة المتحولون جنسيا عن فئة التفوق [12]

## وصلات خارجية
- الموقع الرسمي
- موقع جيا كعارضة
- جيا دارلينغ على موقع IMDb (الإنجليزية)
- جيا دارلينغ على موقع قاعدة بيانات الفيلم (الإنجليزية)
- جيا دارلينغ على موقع كينوبويسك (الروسية)
- Gia Darling على قاعدة بيانات الأفلام الإباحية على الإنترنت
- Gia Darling على قاعدة بيانات أفلام البالغين
- قائمة أفلام جيا دارلينغ